# Сарыг-югурский язык
Сары́г-югу́рский язык (другие варианты названия: сары-югурский, юйгу, язык хара-йогуров, язык жёлтых уйгуров) — тюркский язык, использующийся на территории Сунань-Югурского АУ провинции Ганьсу и Синьцзян-Уйгурском АР КНР. Принадлежит к хакасской группе. По некоторым признакам сближается также с саянским, уйгурским и языком рунических надписей. Генетическая основа, однако, хакасская.
В настоящее время считается бесписьменным, по некоторым данным, использоваться может китайская письменность.
На места своего нынешнего обитания — национального автономного уезда Минхуа в провинции Ганьсу (КНР) — желтые уйгуры пришли после их поражения от кыргызов в 9 в. н. э. (основная часть уйгуров мигрировала в Восточный Туркестан, ныне Синьцзян, Северо-Западный Китай). Язык тюркоязычной части желтых уйгуров, по признаку срединного з (азак 'нога', пезик 'высокий') генетически связанный с хакасско-шорскими диалектами, претерпел определённое влияние уйгурского языка, после того как некоторая часть уйгуров реэмигрировала из Синьцзяна в Ганьсу. В фонетике и лексике С.-Ю. Я. испытал сильное влияние китайского, а также тибетского языка. Сарыг-югурский язык имеет хождение в быту. Изучается с конца 19 в.: труды Г. Н. Потанина, С. Г. Э. Маннергейма, С. Е. Малова, Э. Р. Тенишева.

## Сведения
По признаку отражения пратюркского -d- принадлежит к хакасской группе. Сохранение противопоставления сильных и слабых согласных является изоглоссой сарыг-югурского (и фуюйско-кыргызского) с тувинским и тофаларским, наблюдаются также следы преаспирации, в саянских отражающейся как фарингализация гласного. Совпадения с уйгурским и ногайскими являются результатами контактов.
Из хакасских сарыг-югурский наиболее архаичен, отделение от общехакасской основы предполагается ещё в XII—XIII в. В сарыг-югурском произошли (непоследовательно) изменения ногайского типа -š- > -s- и -č- > -š- (хотя на самом деле аналогичные изменения характерны для хакасских). Озвончение интервокальных согласных не распространилось на -s- и исконный -š-. Отсутствует в сарыг-югурском и назализация j-/ʒ- > n-. Морфологические особенности также выделяют сарыг-югурский язык среди хакасских.
Ближайшим к сарыг-югурскому считается фуюйско-кыргызский язык.